# شاروچین
شاروچین (به لهستانی:  Szarocin) یک روستا در لهستان است که در گمینا کامیننا گورا واقع شده‌است.